# Schizocosa darlingii
Schizocosa darlingii is een spinnensoort uit de familie van de wolfspinnen (Lycosidae).
De wetenschappelijke naam van de soort werd in 1898 als Lycosa darlingii gepubliceerd door Reginald Innes Pocock.